# Felipe Merino
Felipe Merino (Medellín, 6 de marzo de 1976) es un entrenador colombiano. Actualmente dirige al Itagüí Leones.

## Trayectoria
Comenzaría su etapa como entrenador en el año 2000 en la Selección de fútbol de Antioquia. Posteriormente estaría en el Atlético Nacional alternando entre las divisiones menores y siendo asistente técnico en el equipo profesional entre 2001 y 2015. En el onceno verdolaga llegó a asistir en la nómina profesional a los entrenadores: Luis Fernando Montoya, Alexis García, Juan José Peláez, Sachi Escobar y José Fernando Santa. En calidad de interino dirigió junto con Pompilio Páez 1 partido del torneo finalización 2013 con derrota 1-0 en condición de local contra el Boyacá Chicó.
Para el primer semestre del año 2006 dirigió sin mayor trascendencia al Alianza Petrolera de la segunda división de Colombia y regreso a dirigir las divisiones menores de Atlético Nacional.
Para mediados del 2015 se marcharia al fútbol de la MLS en donde acompañaria como asistente técnico a su compatriota Óscar Pareja en el FC Dallas hasta 2017. Entre 2018 y 2019 sería el encargado del club en la función de scouting.
En el segundo semestre del 2021 es confirmado como nuevo entrenador del Valledupar FC en reemplazo del bogotano John Jairo Bodmer. Tras 7 partidos en los que no conoce la victoria decide renunciar al cargo.

## Clubes

### Como formador
| Club                | País           | Año         |
| ------------------- | -------------- | ----------- |
| Selección Antioquia | Colombia       | 2000-2001   |
| Atlético Nacional   |                |             |
| Colombia            | 2001-2005      |             |
| Colombia            | 2007-2015      |             |
| FC Dallas           | Estados Unidos | 2015-2019   |
| Envigado FC         | Colombia       | 2020-2021   |
| Atlético Nacional   | Colombia       | 2022 - 2023 |

### Como entrenador
| Equipo                                    | Torneo            | Partidos | Partidos | Partidos | Partidos |
| Equipo                                    | Torneo            | PJ       | PG       | PE       | PP       |
| ----------------------------------------- | ----------------- | -------- | -------- | -------- | -------- |
| Alianza Petrolera · Colombia              |                   |          |          |          |          |
| Primera B 2006-I                          | 18                | 6        | 4        | 8        |          |
| Total club                                | 18                | 6        | 4        | 8        |          |
| Atlético Nacional · (interino) · Colombia |                   |          |          |          |          |
| Primera A 2013-II                         | 1                 | 0        | 0        | 1        |          |
| Total club                                | 1                 | 0        | 0        | 1        |          |
| Valledupar FC · Colombia                  |                   |          |          |          |          |
| Primera B 2021-II                         | 7                 | 0        | 3        | 4        |          |
| Total club                                | 7                 | 0        | 3        | 4        |          |
| Itagüí Leones · Colombia                  |                   |          |          |          |          |
| Primera B 2025-I                          | 0                 | 0        | 0        | 0        |          |
| Total club                                | 0                 | 0        | 0        | 0        |          |
| Consolidado Total                         | Consolidado Total | 26       | 6        | 7        | 13       |